# Íñigo González de Heredia
Íñigo González de Heredia Aranzabal (Vitoria, Álava, 15 de marzo de 1971) es un ciclista español que fue profesional entre 1994 y 1999.
Debutó como profesional en el Euskadi Petronor, donde permaneció hasta 1997. Tras dos años en el Vitalicio Seguros optó por la retirada. Participó en tres Vueltas a España, finalizando en una sola edición, en el año 1995, en la posición 70.ª.

## Palmarés
1996
- Campeonato de España Contrarreloj

1998
- Memorial Manuel Galera

## Resultados en Grandes Vueltas
Durante su carrera deportiva consiguió los siguientes puestos en las Grandes Vueltas:
| Carrera | Carrera         | 1994 | 1995 | 1996 | 1997 | 1998 | 1999 |
| ------- | --------------- | ---- | ---- | ---- | ---- | ---- | ---- |
|         | Giro de Italia  | —    | —    | —    | —    | —    | —    |
|         | Tour de Francia | —    | —    | —    | —    | —    | —    |
|         | Vuelta a España | —    | 70.º | Ab.  | Ab.  | —    | —    |

―: no participa

Ab.: abandono

## Equipos
- Euskadi (1994-1997)
  - Euskadi-Petronor (1994)
  - Euskaltel-Euskadi (1995-1997)
- Vitalicio Seguros (1998-1999)